# 見付町
見付町（みつけちょう）は静岡県の西部、磐田郡に属していた町である。
現在の磐田市中心部にあたる。郡制の施行までは磐田郡唯一の町であった。

## 地理
- 河川：今之浦川、加茂川

## 歴史
- 1889年（明治22年）4月1日 - 町村制の施行により、見附宿［大部分］が山名郡西貝塚村［一部］を合併のうえ単独で自治体を形成して見付町が発足。
- 1940年（昭和15年）11月1日 - 中泉町・西貝村・天竜村と合併して磐田町が発足。同日、見付町廃止。

## 交通

### 鉄道路線
- 光明電気鉄道（1935年休止、1936年廃止）
  - 光明電気鉄道線
    - 遠州見付駅

東海道本線の磐田駅（当時は中泉駅）は中泉町に所在。

### 道路
- 東海道（現国道1号）

現在は東名高速道路の磐田インターチェンジが旧町域内に所在。